# Леонорий
Леонорий (Leonnorios; Λεωννώριος, Lonorius) е вожд на келтското племе толистобои.
През 279 /278 пр.н.е. той участва в похода на Брен и Акихорий по време на Галското нашествие на Балканите в Македония и Гърция.
Докато Брен тръгва към Македония, той се отделя в Дардания заедно с трокмите с вожд Лутарий. Минават с 20 000 души, половината бойци, през Тракия. Тяхната цел е територията около Византион, където келтите се и заселват. Тук заедно с тектосагите стават през 278 пр.н.е. съюзници на Никомед I (цар на Витиния).
Леонорий и Лутарий пресичат Хелеспонт и отиват в Мала Азия. След като са освободени от Никомед толистобоите на Леонорий започват да грабят в Етолия и Йония.
Антиох I ги напада и побеждава в Слонската битка от 275 пр.н.е. и им дава постоянно местожителство в областта наречена на тях Галатия и създават свои царства в Галатия.
Толистобоите се заселват в Гордион и Песин, трокмите около Тавиум, тектосагите в Анкира.